# Casa Serafina Romero de Nougués
La Casa Serafina Nougués de Romero es un edificio de San Miguel de Tucumán, Tucumán, Argentina. Originalmente fue construida como residencia de la filántropa Serafina Nougués de Romero, siendo en la actualidad el centro cultural de la Universidad de San Pablo T, sobre avenida 24 de septiembre frente a Plaza Independencia.

## Historia
En 1916 Serafina Nougués de Romero adquiere el solar del futuro inmueble a Adela Sabini, viuda de Luis Remis, con propósito de construir su residencia. La casa fue construida en 1917 por el arquitecto Louis Martín y el constructor Luis Lambertini. En el espacio lindero se había construido la Casa Nougués en 1913, sirviendo como sede de la secretaría de turismo provincial y actualmente del Ente Tucumán Turismo.
En 1968 la propiedad fue dividida para hospedar una armería y en la parte restante funcionó la intendencia de la municipalidad capitalina, un centro de atención educativa y fue remodelada en 1994. En 2005 la casa fue vendida, albergando el centro cultural de la Universidad de San Pablo-T desde 2015. La casa Nougués-Romero es, desde 2005, patrimonio cultural de la provincia.

## Descripción
La Casa Serafina Nougués de Romero es de modelo Petít hotel pero cuenta con elementos de arquitectura italianizante en la fachada. Posee 4 plantas distribuidas en: subsuelo de servicios, planta baja para recepciones, un primer piso que contiene el piso noble y la segunda planta de habitaciones privadas de los residentes de la casa. Junto a la Casa Nougués forma un conjunto arquitectónico de estilo Beaux Arts y Petít hotel.